# Seneghe
Seneghe är en ort och kommun i provinsen Oristano i regionen Sardinien i Italien. Kommunen hade 1 749 invånare (2017).